# Mycetophila wirthi
Mycetophila wirthi är en tvåvingeart som först beskrevs av Laffoon 1957.  Mycetophila wirthi ingår i släktet Mycetophila och familjen svampmyggor.
Artens utbredningsområde är Virginia. Inga underarter finns listade i Catalogue of Life.